# Exorcist II: The Heretic
Exorcist II: The Heretic is Amerikaanse horrorfilm uit 1977 en is het eerste vervolg op de horrorfilm The Exorcist uit 1973. De regie was in handen van John Boorman. De schrijver van het boek waar deel 1 op was gebaseerd, William Peter Blatty, had geen inbreng in dit verhaal.

## Verhaal
Een paar jaar na de gebeurtenissen uit het eerste deel, wordt Priester Philip Lamont (Richard Burton) naar het huis van Regan McNeil (Linda Blair) gestuurd om de dood van Priester Merrin (Max von Sydow) te onderzoeken. Tijdens hypnosesessies om gebeurtenissen van die tijd terug te halen, blijkt McNeil nog steeds niet helemaal verlost van de demoon die haar destijds bezat. Lamont reist daarop naar Afrika om Kokumo (James Earl Jones, als kind gespeeld door Joey Green) te vinden, die jaren daarvoor door dezelfde demon bezeten werd, waarop Merrin deze uitdreef. De inmiddels volwassen Kokumo vertelt hem dat het om de demoon Pazuzu gaat en dat deze zich voortbeweegt in zwermen treksprinkhanen. Daarop keert Lamont terug naar Washington, waar Pazuzu zijn greep op Regan weer verstevigd heeft en een nieuwe uitdrijving wacht.

## Rolverdeling
- Linda Blair - Regan McNeil
- Richard Burton - Priester Philip Lamont
- Louise Fletcher - Dr. Gene Tuskin
- Max von Sydow - Priester Merrin
- Kitty Winn - Sharon Spencer
- Paul Henreid - Kardinaal
- James Earl Jones - Oude Kokumo
  - Joey Green - Jonge Kokumo
- Ned Beatty - Edwards
- Belinda Beatty - Liz
- Barbara Cason - Mrs. Phalor
- Tiffany Kinney - Doof meisje
- Karen Knapp - Pazuzu (onvermeld)

## Filmmuziek
De muziek van Exorcist II: The Heretic werd gecomponeerd door Ennio Morricone.

## Vervolg
Exorcist II: The Heretic werd in 1990 opgevolgd door The Exorcist III (ook bekend als The Exorcist III: Legion), die schrijver Blatty zelf regisseerde.

## Verder lezen
- Barbara Pallenberg - The Making of Exorcist II: The Heretic; Warner Books, 1977.